# راسيل د. مور
راسيل د. مور (بالإنجليزية: Russell D. Moore)‏ هو عالم عقيدة أمريكي، ولد في 9 أكتوبر 1971 في بيلوكسي في الولايات المتحدة.

## وصلات خارجية
- الموقع الرسمي
- راسيل د. مور على موقع IMDb (الإنجليزية)